# I Believe I Can Fly
I Believe I Can Fly è una canzone del 1996, scritta, prodotta ed interpretata dal cantante R&B R. Kelly. Composta per la colonna sonora del film Space Jam, la canzone è stata successivamente inserita nell'album R. del 1998.
Il brano è considerato essere il maggior successo del cantante, nonché come uno dei migliori singoli degli anni '90 dalla critica.

## Descrizione
Il brano fu un enorme successo internazionale, ed è rimasto sicuramente il più celebre del cantante. Il singolo riuscì ad arrivare fino alla seconda posizione della Billboard Hot 100, alla prima della R&B Singles chart, ed alla prima della classifica dei singoli inglese. Inoltre I Believe I Can Fly vinse 3 Grammy Awards, ed è stata classificata alla posizione #406 della Lista delle migliori 500 canzoni secondo Rolling Stone.
Negli anni successivi il brano è stato oggetto di cover da parte di Yolanda Adams, Me First and the Gimme Gimmes, Luca Jurman, Ruth Brown, Ronan Keating, Scialpi, James Ingram, e Bianca Ryan. Jim Carrey la canta in playback nel film Dick & Jane - Operazione furto del 2005 ed è cantata da uno dei due opossum nel film d'animazione Blue Sky Studios, L'era glaciale 2 - Il disgelo.
La canzone inoltre è stata utilizzata come sveglia del decimo giorno per l'equipaggio della missione spaziale STS-122.

## Video musicale
Il video inizia mostrando un bambino che gioca nel cortile della sua casa con il suo pallone. Dopo si vede un campo di grano e poi il cantante R. Kelly che canta in un campo pieno d'erba, in un campo di grano, in un campo pieno di alberi e infine in una palestra insieme al coro con al centro del parquet il logo del film Space Jam. Durante il video si vedono sullo sfondo nei campi e nella palestra, dei maxischermi con delle scene del film.

## Tracce
CD-Maxi
1. I Believe I Can Fly (Radio Edit) - 4:42
2. I Believe I Can Fly (Album Version) - 5:20
3. I Believe I Can Fly (Instrumental) - 5:20
4. Religious Love - 4:12

CD-Single
1. I Believe I Can Fly (Radio Edit) - 4:42
2. I Believe I Can Fly (Instrumental) - 5:20

## Classifiche

### Classifiche settimanali
| Classifica (1996-97)      | Posizione massima |
| ------------------------- | ----------------- |
| Australia                 | 24                |
| Austria                   | 2                 |
| Belgio (Fiandre)          | 8                 |
| Belgio (Vallonia)         | 5                 |
| Europa                    | 1                 |
| Francia                   | 17                |
| Germania                  | 3                 |
| Italia                    | 1                 |
| Norvegia                  | 2                 |
| Nuova Zelanda             | 1                 |
| Paesi Bassi               | 2                 |
| Regno Unito               | 1                 |
| Stati Uniti               | 2                 |
| Stati Uniti (R&B/Hip-Hop) | 1                 |
| Svezia                    | 11                |
| Svizzera                  | 1                 |